# Hyperolius pictus
Hyperolius pictus es una especie de anfibios de la familia Hyperoliidae.
Habita en Malaui, Tanzania y Zambia.
Su hábitat natural incluye praderas tropicales o subtropicales a gran altitud, ríos, pantanos, marismas de agua dulce, corrientes intermitentes de agua dulce, tierra arable, pastos, jardines rurales y estanques.